# توني جونسون (مجدف)
توني جونسون (بالإنجليزية: Tony Johnson)‏ هو مجدف أمريكي، ولد في 16 نوفمبر 1940 في واشنطن العاصمة في الولايات المتحدة.

## وصلات خارجية
- توني جونسون على موقع الاتحاد الدولي للتجديف (الإنجليزية)
- توني جونسون على موقع اللجنة الأولمبية الدولية (الإنجليزية)
- توني جونسون على موقع أوليمبيديا (الإنجليزية)